# Yun Mi-jin
Dans ce nom, le nom de famille, Yun, précède le nom personnel.
Yun Mi-jin, née le 30 avril 1983 à Daejeon, est une archère sud-coréenne.

## Palmarès
- Jeux olympiques
  -  Médaille d'or en individuel aux Jeux olympiques d'été de 2000 à Sydney.
  -  Médaille d'or en équipe aux Jeux olympiques d'été de 2000 à Sydney.
  -  Médaille d'or en équipe aux Jeux olympiques d'été de 2004 à Athènes.

- Championnats du monde
  -  Médaille d'or en équipe en 2003 à New York.
  -  Médaille d'or en individuel en 2003 à New York.
  -  Médaille d'or en équipe en 2005 à Madrid.

- Jeux asiatiques
  -  Médaille d'or en équipe aux Jeux asiatiques de 2006 à Doha.